# N’guiémé
Situé à 52 km d'Aboisso, et à 5 km de Tiapoum, N’guiémé  est un village  du sud-est de la Côte d'Ivoire dans le département de Tiapoum, dans la région du Sud-Comoé. Village originel et capitale souveraine du peuple Adouvlai, N’guiémé fut parmi les premiers  villages N'zima de Côte d’Ivoire.  Créé au XVIIe siècle par Nanan Amon Aka pendant la guerre tribale d'Adu Souazo, N'guiémé est aujourd'hui un village en pleine évolution.

## Histoire
Pendant le règne de Nana Kaku Ackah III, de nombreux mercenaires Wassa furent envoyés à la conquête d'Adu après  l'assassinat du chef guerrier du roi et de ses troupes.

## Géographie
Le village de Nguiémé compte environ  dont plus de 70 pour cent d'autochtones et environ 30 pour-cent allochtones. La langue la plus parlée est le n'zima ou appolo.
N'guieme est un village balnéaire avec une grande ouverture sur la lagune Tendo.
Les populations du village de N'guiémé ont pour activités principales  l'agriculture et la pêche;  l'agriculture s'exerçant  sous deux formes : 
- les cultures industrielles : le palmier a huile, le cocotier, l'hévéa, le café et le cacao, le café et le cacao étant les deux plus anciennes cultures ;
- Les cultures vivrières : les cultures vivrières quant à elles sont nombreuses, à savoir la banane plantain, le manioc, le mais, le tarot, le gombo, l'igname, la tomate, l'aubergine, le piment, la patate.

La pêche est pratiquée sous forme artisanale sur la lagune Tando-ehy.
Cependant d'autres activités sources de revenues existe dans ce village. On retrouve  l'élevage, le commerce, le transport et l'artisanat. 
Environ 1200 mètres de plage sablonneuse bordée par des restaurants de plage, des boutiques alimentaires, des kiosques à café.

## Culture
Tout comme les Nzema de Grand-Bassam, les Nzema de N'guiémé se retrouvent chaque année, entre octobre et novembre, durant deux semaine pour la célébration du nouvel an en pays N'zima. Les familles profitent de ces rencontres autour du roi et du tambour « Edo N’gbolé » pour formuler des vœux afin d’inciter les notables à mieux gérer l'économie.
L’Abissa attire chaque année des milliers de visiteurs.
À N'guiémé la célébration de l' Abissa est dite originelle car elle est dépourvu des ajouts de la modernité.
Les autres activités culturelles encore visible sont le culte de l'egninlin bolè ou la pierre pithon, du génie protecteur du village et Le Beach party dénommé Êyèyèlè Beach ou le Beach de la fraîcheur. 

## Galerie

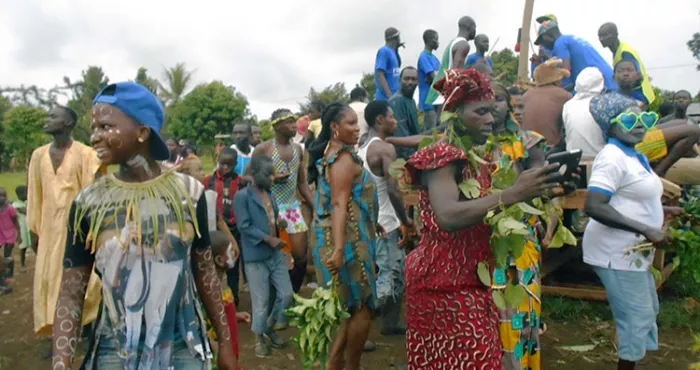
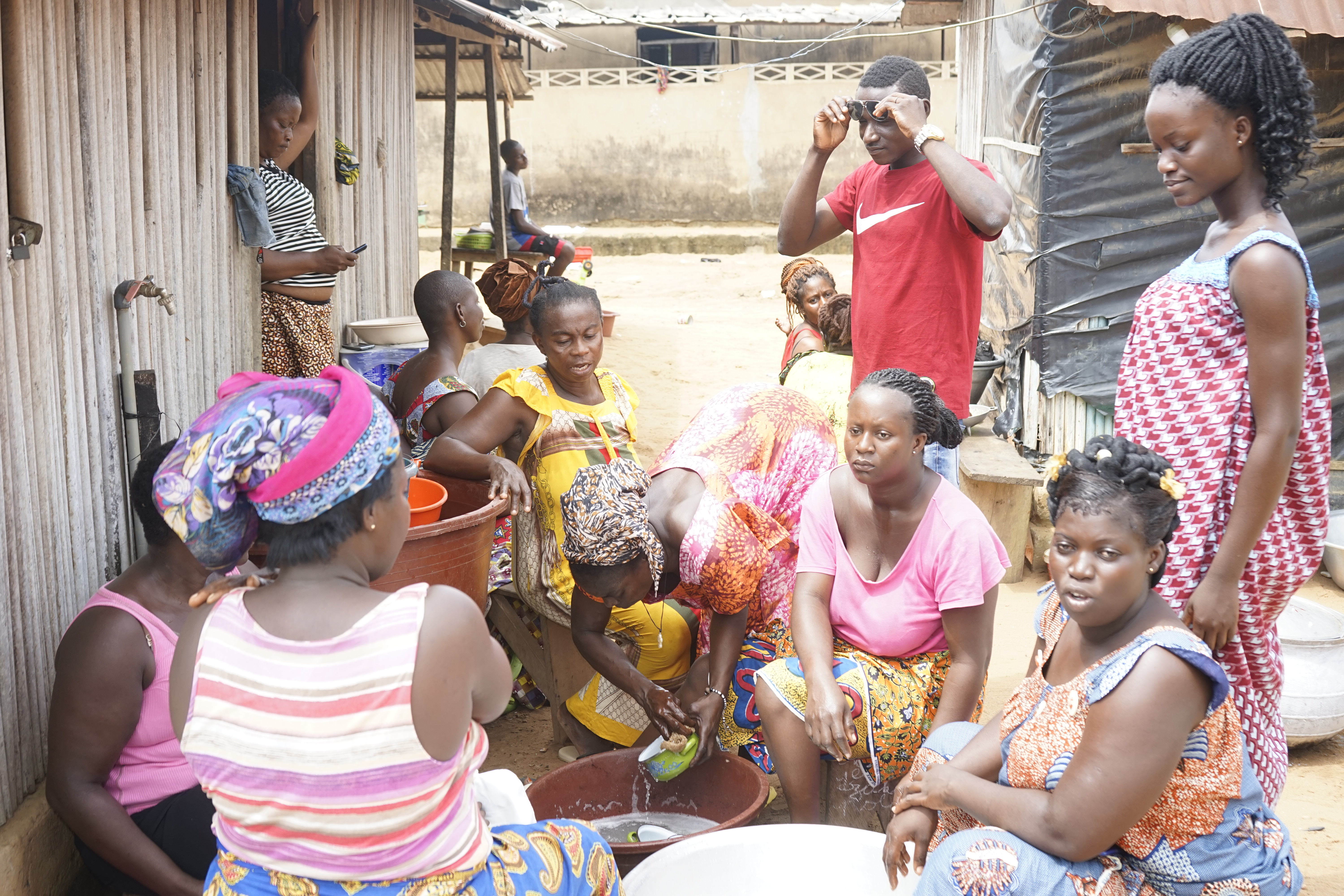
Culture Nzima
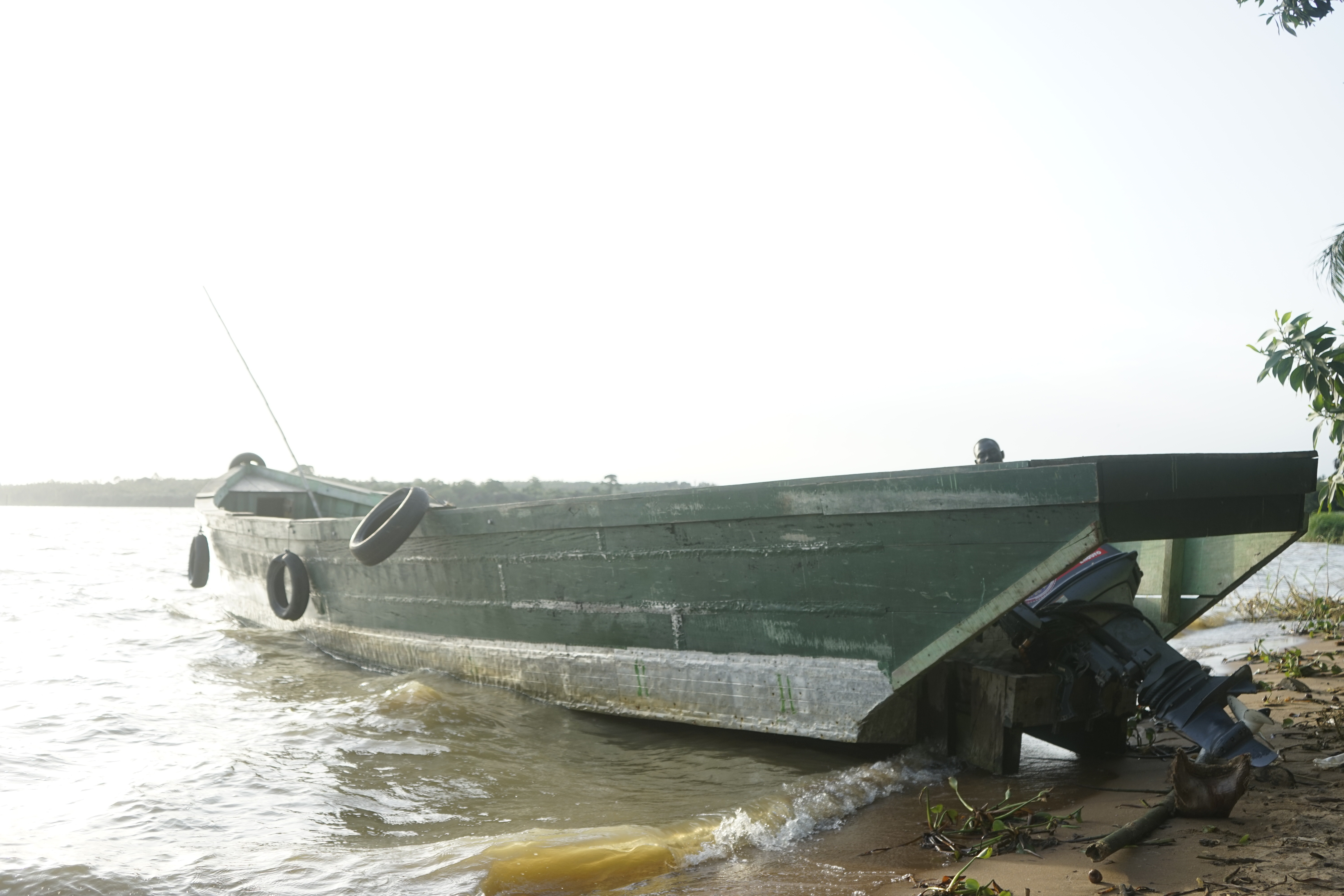
Pétrolette
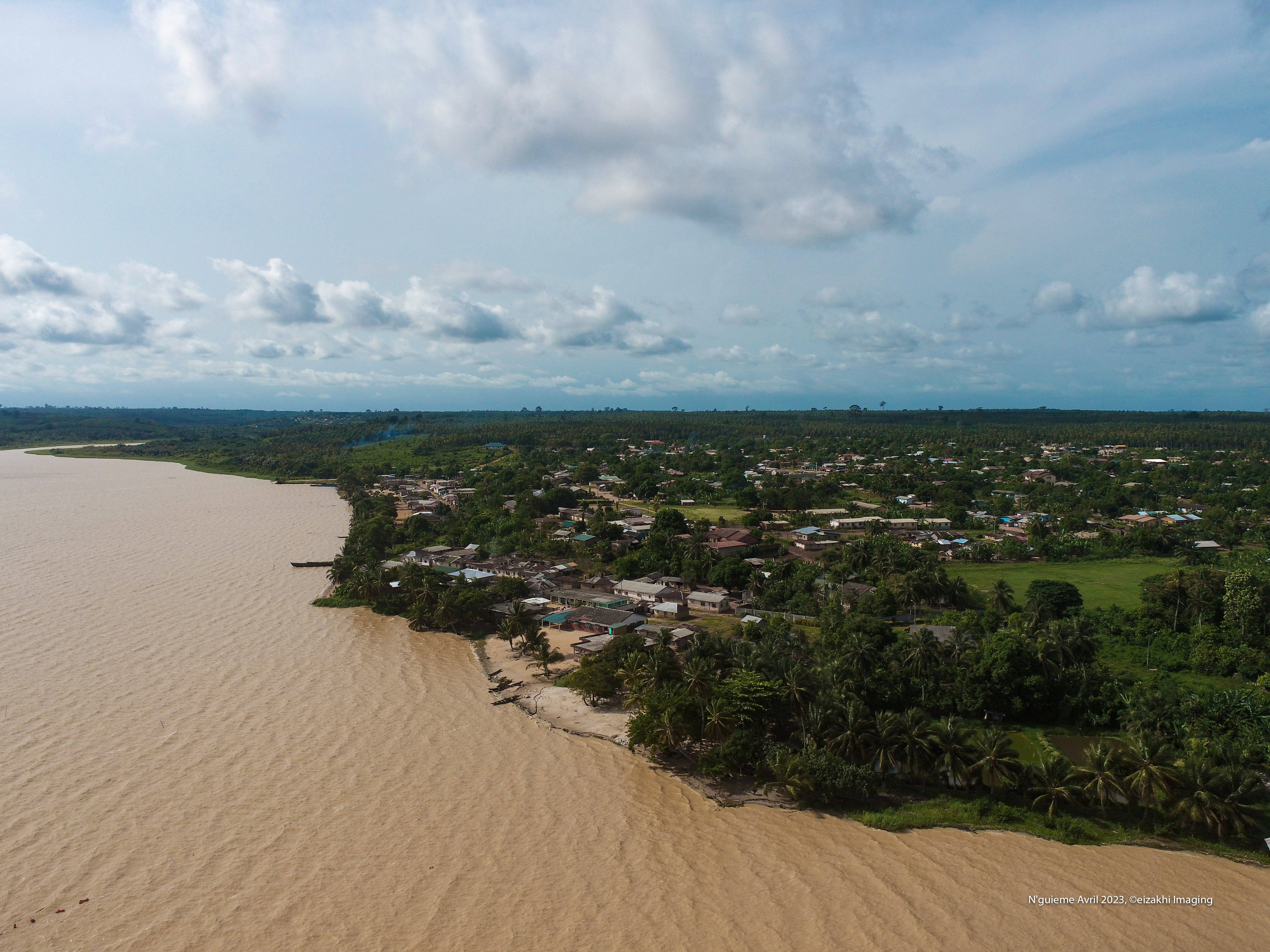
Vue du ciel, 4 avril 2023
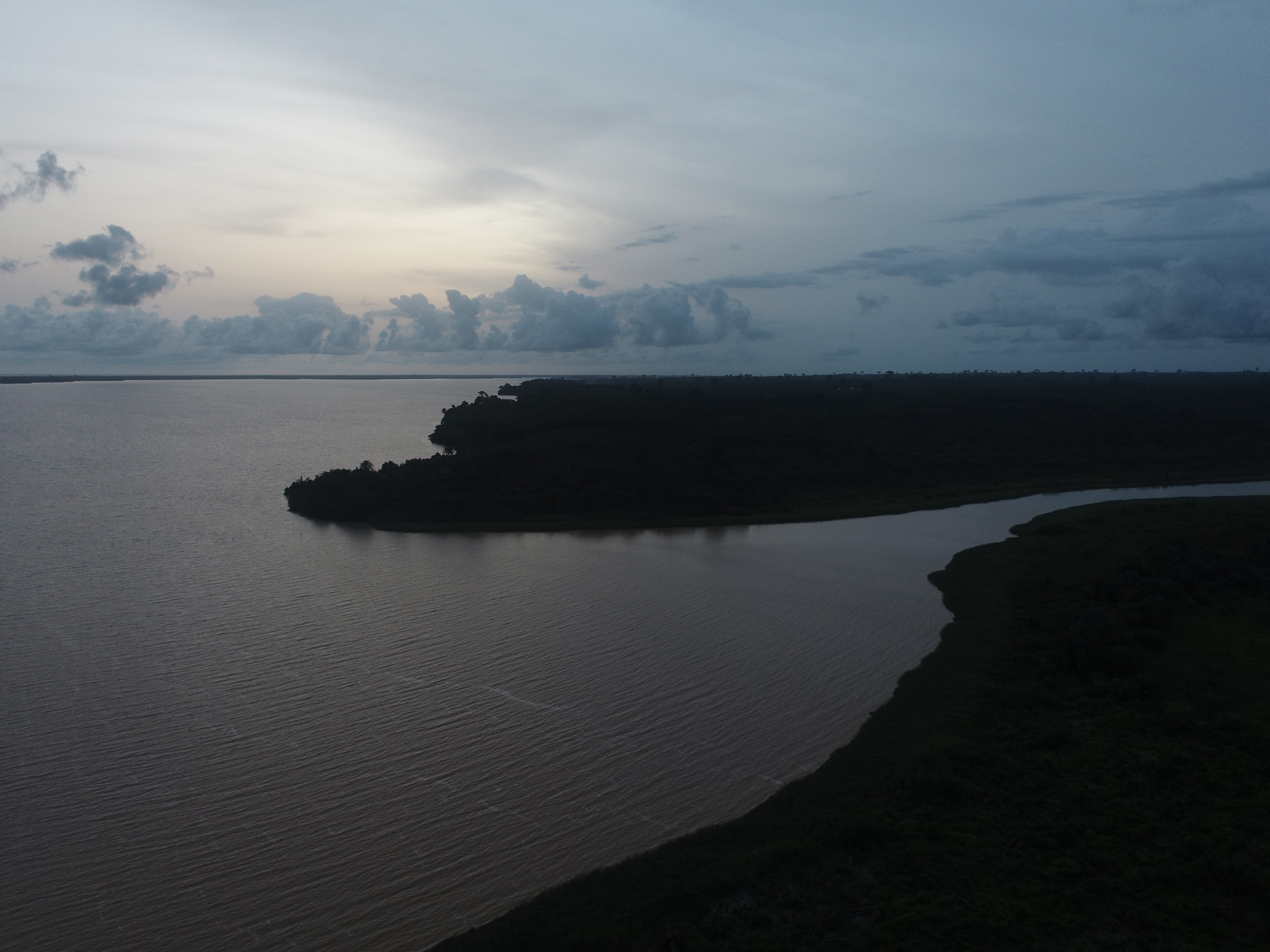
réserve de poissons des eaux de N'guieme
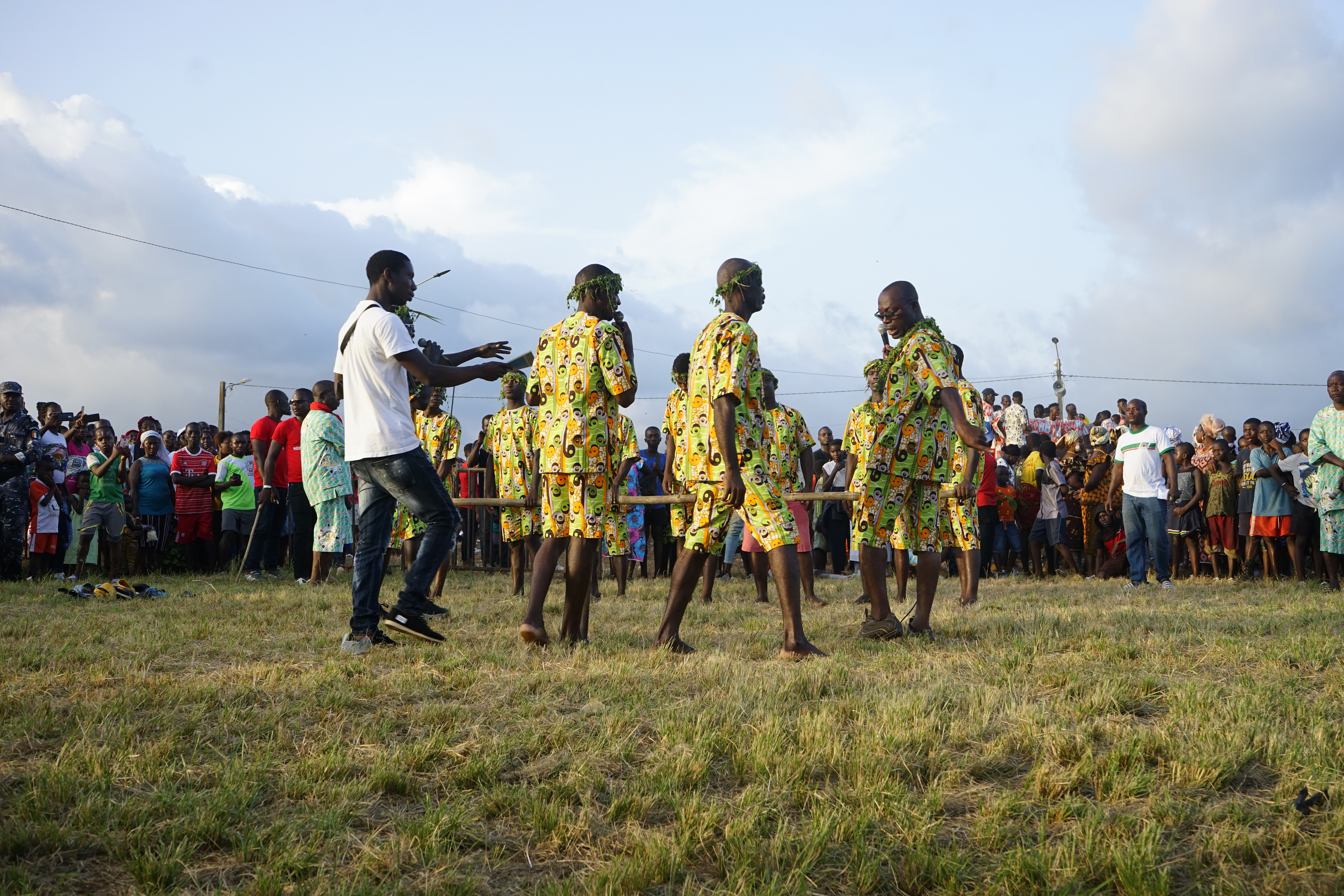
N'guieme Abissa
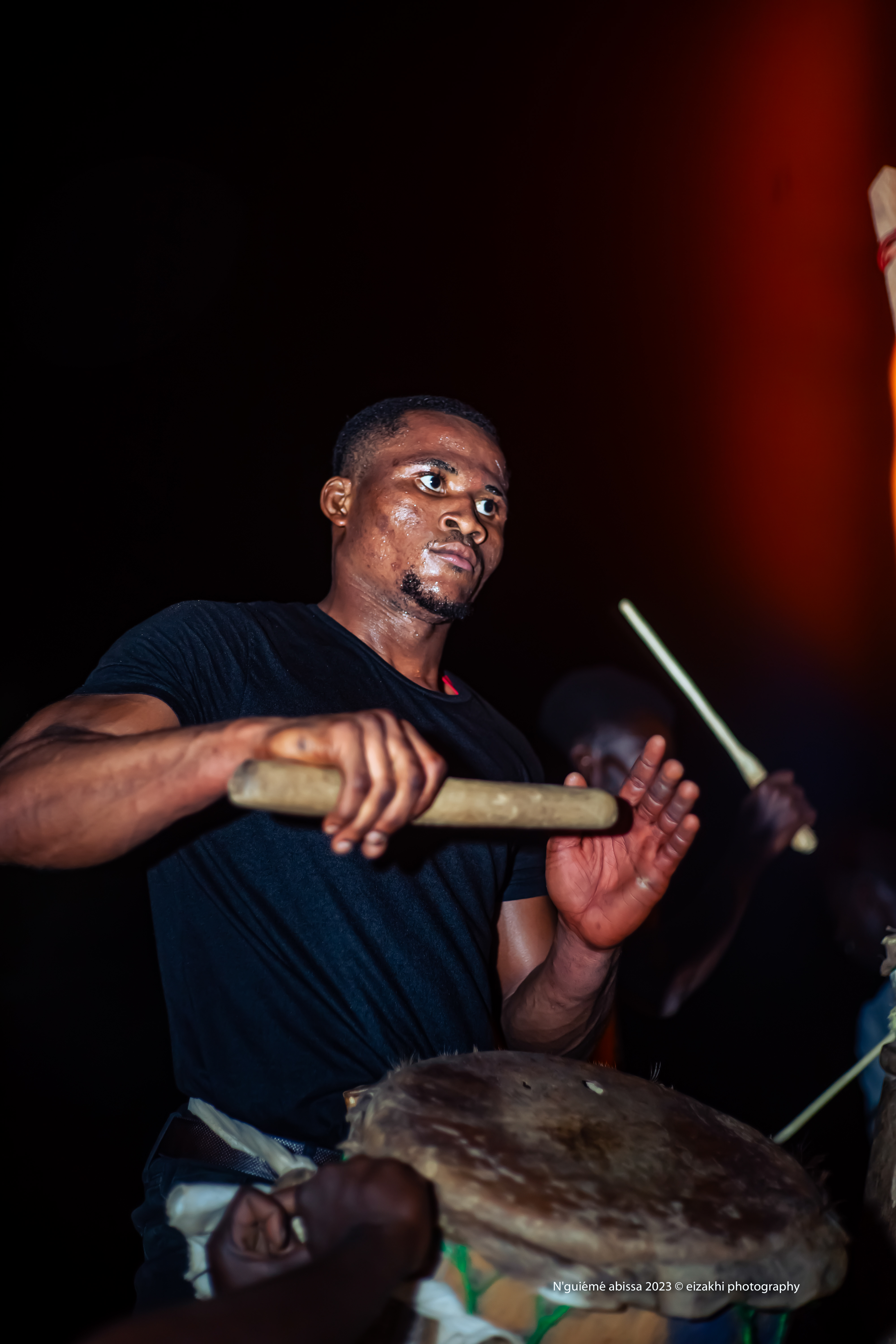
Edogbélé Ahiza
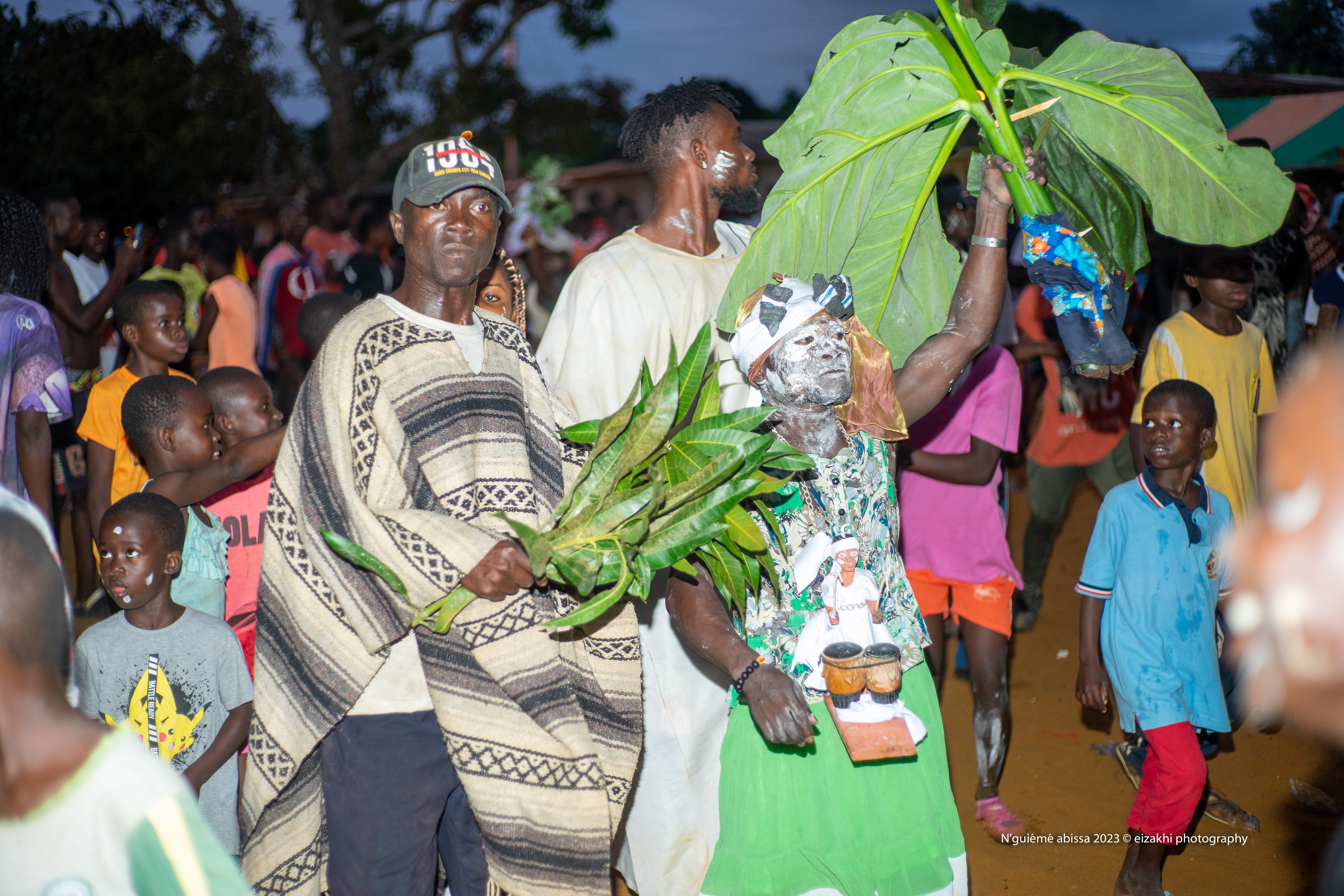
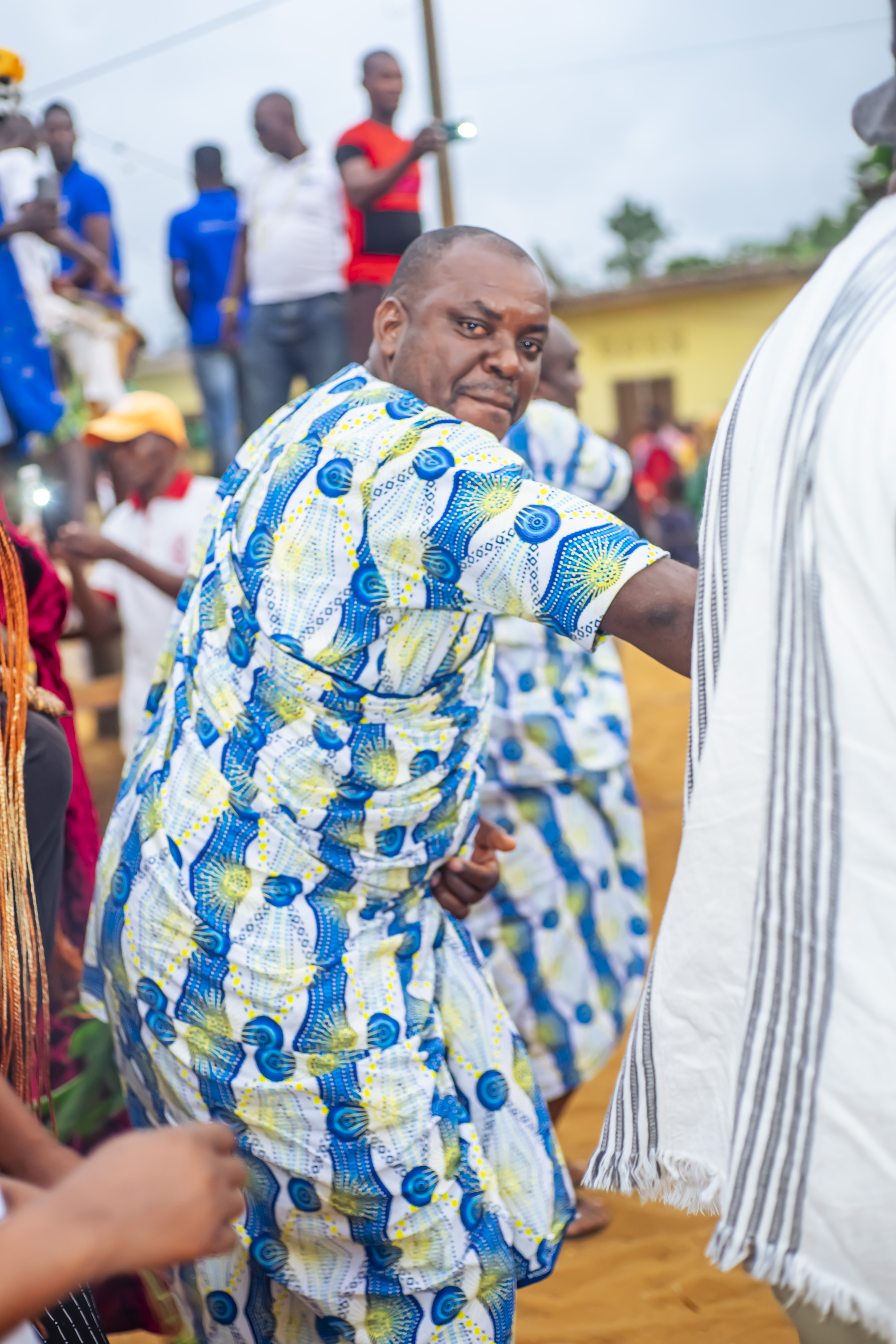
Ezaki, N'guiémé